# Пейс, Йорис
Йорис Пейс (нидерл. Joris Pijs, род. 2 апреля 1987) — голландский гребец, призёр чемпионата мира 2012 года и чемпионата Европы 2010 года.

## Биография
Йорис Пейс родился 2 апреля 1987 года в городе Дутинхем, Гелдерланд. Профессиональную карьеру гребца начал с 2001 года. Тренировался на базе юношеского клуба «K.G.R De Hunze», а позже — «AGSR Gyas» в Гронингене. В 2013 году окончил Гронингенский университет по специальности — «международные отношения».
Первым соревнованием международного уровня, в котором Пейс принял участие, был чемпионат мира по академической гребле 2005 года среди юниоров в немецком городе Бранденбург. В финальном заплыве четвёрок группы FB с результатом 06:18.010 голландские гребцы заняли 6 место.
Первая медаль в карьере Пейса была добыта на чемпионате Европы по академической гребле 2010 года, который проходил в Монтемор-у-Велью, Португалия. С результатом 07:21.390 в финальном заплыве двоек голландские гребцы заняли второе место, оставив позади соперников из Испании (07:22.870 — 3-е место), но уступив гребцам из Франции (07:12.990 — 1-е место).
Следующая медаль была получена во время соревнований в болгарском городе Пловдив, где в 2012 году проходил чемпионат мира по академической гребле. В финальном заплыве двоек без рулевого пара Пейс/Грейданюс с результатом 6.37,18 финишировали вторыми, уступив первенство соперникам из Италии (6.37,11 — 1-е место), но опередив пару из Франции (6.39,88 — 3-е место).